# Ty Kelly
Tyler Patrick Kelly, detto Ty (Dallas, 20 luglio 1988), è un giocatore di baseball statunitense naturalizzato israeliano che gioca in ruoli da interno ed esterno per la nazionale di baseball d'Israele.

## Minor League (MiLB)
Kelly venne scelto al 13º giro del draft amatoriale del 2009 dai Baltimore Orioles. Nello stesso anno iniziò a livello A- con gli Aberdeen Ironbirds della New York-Pennsylvania League "NYP", finendo con .265 alla battuta, .357 in base, un fuoricampo, 18 RBI, 3 basi rubate e 31 punti in 61 partite (226 AB). Nel 2010 passò a livello A con i Delmarva Shorebirds della South Atlantic League "SAL" finendo con .259 alla battuta, .352 in bse, 4 fuoricampo, 58 RBI, 5 basi rubate e 68 punti in 129 partite (487 AB).
Nel 2011 sempre con i Shorebirds finì con .274 alla battuta, .369 in base, 4 fuoricampo, 46 RBI, 11 basi rubate e 63 punti in 120 partite (457 AB). Nel 2012 giocò con 3 squadre finendo con .327 alla battuta, 425 in base, 11 fuoricampo, 70 RBI, 4 basi rubate e 74 punti in 133 partite (471 AB).
Il 30 giugno 2013 venne ceduto ai Seattle Mariners per l'esterno Eric Thames. In Milb giocò con 2 squadre finendo con .298 alla battuta, .417 in base, 4 fuoricampo, 64 RBI, 7 basi rubate e 85 punti in 126 partite (480 AB). Nel 2014 giocò a livello AAA con i Tacoma Rainiers della Pacific Coast League "PCL" finendo con .263 alla battuta, .381 in base, 15 fuoricampo, 80 RBI, 11 basi rubate e 81 punti in 134 partite (456 AB). Il 20 novembre venne ceduto ai St. Louis Cardinals per Sam Gaviglio.
Il 22 luglio 2015 venne preso dagli svincolati dai Toronto Blue Jays. Finì la stagione giocando con 2 squadre terminando con .226 alla battuta, .322 in base, 3 fuoricampo, 33 RBI, 3 basi rubate e 39 punti in 117 partite (371 AB). Il 7 novembre divenne free agent, il 13 firmò un contratto da minot con i New York Mets. Nel 2016 giocò a livello AAA con i Las Vegas 51s della PCL finendo con .328 alla battuta, .409 in base, 2 fuoricampo, 35 RBI, 5 basi rubate e 67 punti in 45 partite (271 AB).
Il 15 febbraio 2017 venne invitato a giocare la pre-stagione con i Mets.

## Major League (MLB)
Kelly venne convocato in 1ª squadra dei Mets il 23 maggio 2016, debuttando il giorno seguente nella MLB a Washington contro i Washington Nationals. Il 10 giugno venne opzionato nei 51s, il 16 venne richiamato per poi esser nuovamente rimandato in MiLB il 22. Il 2 agosto venne reinserito nei Mets, fino al 19 quando venne nuovamente opzionato ai 51s. Il 1º settembre venne reinserito in 1ª squadra . Chiuse la stagione con .241 alla battuta, .352 in base, un fuoricampo, 7 RBI, nessuna base rubata e 9 punti in 39 partite (58 AB), battendo con una distanza media in lunghezza di 229,63 feet e 45,68 feet in altezza.
Il 9 febbraio 2017 venne designato dai Mets, il 13 passò ai 51s nelle minor. Il 2 aprile venne richiamato. L'8 aprile venne designato per una nuova assegnazione.
Giocò successivamente nella minor league con i Toronto Blue Jays e nella MLB con i Philadelphia Phillies durante lo stesso anno e nuovamente nella MLB con i Mets nel 2018. Il 5 febbraio 2019 firmò con i Los Angeles Angels, squadra con cui giocò esclusivamente nella MiLB.
Il 25 agosto 2019 Kelly annunciò la volontà di volersi ritirare dal baseball professionistico, interrompendo la sua stagione nella Minor League Baseball. Tuttavia nel settembre 2019, Kelly dopo aver ottenuto la cittadinanza israeliana partecipò al campionato europeo di baseball 2019 svoltosi in Germania dal 7 al 15.

## Palmarès
- (4) MiLB.com Organization All-Star (2012 con due squadre, 2013, 2014,)
- (1) Baseball America A All-Star (2013)
- (1) Mid-Season All-Star della Eastern League "EAS" (2013)
- (1) Giocatore della settimana della Carolina League "CAR" (16 luglio 2012)
- (1) Mid-Season All-Star della CAR (2012)
- (1) Mid-Season All-Star della South Atlantic League "SAL" (2011)
- (1) Mid-Season All-Star della New York-Penn League "NYP" (2009).

## Nazionale
Con la Nazionale di baseball dell'Israele ha disputato il World Baseball Classic 2017.